# マーマレードの朝
『マーマレードの朝』（マーマレードのあさ）は、中村雅俊の楽曲で13枚目シングル。日本コロムビアから1980年9月1日に発売された。

## 概要
「マーマレードの朝」は角川春樹事務所、東映提携作品・東映配給映画「ニッポン警視庁の恥といわれた二人 刑事珍道中」主題歌。
サザンオールスターズの「わすれじのレイド・バック」のB面「Five Rock Show」の部分的に使われていたものを1曲に仕上げたもの。
この曲はヒットしなかったため、再び「恋人も濡れる街角」で桑田佳祐とタッグを組むことになったとテレビ番組で語っている。

## 収録曲
A面
1. マーマレードの朝 from Five Rock Show（3:41）
  - 作詞・作曲：桑田佳祐、編曲：新田一郎

B面
1. 人生のフーガ（4:31）
  - 作詞：山川啓介、作曲：速水清司、編曲：木森敏之